# Самойленко Юрій Павлович
Ю́рій Па́влович Само́йленко (нар. 19 жовтня 1944, м. Свободний, Амурська область, Росія) — член Партії регіонів, ґен.-л.; ВР України, член фракції Партії регіонів (з 11.2007), секретар Комітету з питань нац. безпеки і оборони (з 12.2007). Заступник голови фракції Партії регіонів у Верховній Раді України сьомого скликання

## Життєпис
Народився 19 жовтня 1944 (м. Свободний, Амурська обл., нині — Росія); рос.; дочка Наталія (1968) — приватний підприємець.

#### Освіта
Дніпропетровський хіміко-технологічний інститут, інженер-механік; Вищі курси КДБ СРСР (1974); Курси при Вищій Червонопрапорній школі КДБ СРСР (1988, 1991).
Березень 1998 — кандидат у народні депутати України, виборчий округ № 52, Донецька обл. З'яв. 63,1 %, за 11,2 %, 4 місце з 17 претендентів. На час виборів: заст. Гол. СБУ — начальник Управління СБУ в Донец. обл.
1967-70 — пом. майстра, інж.-механік, Дніпропетр. шинний завод. 1970-74 — викладач електротехнічних дисциплін, Дніпропетр. хім.-мех. технікум. 1972 — ст. інженер, Південний машинобуд. завод. З 1974 — в КДБ УРСР. 11.1995-07.96 — заст. Голови СБУ. 07.1996-04.98 — заст. Голови СБУ — начальник УСБУ в Донец. обл. 05.-09.1999 — начальник УСБУ в Донец. обл. 1999—2001 — заст. Голови СБУ — начальник УСБУ в Донец. обл. 2001-02 — заступник голови з політико-правових питань, Донец. облдержадмін. 05.2002-01.04 — начальник, УСБУ в Дніпроп. обл. 04.2004-08.05 — радник Голови СБУ.
Орден «За заслуги» III ст. (03.2000). Нагрудний знак «Почесна відзнака Служби безпеки України» (1996). 8 медалей.

## Депутатська діяльність
Народний депутат України 6-го скликання з 11.2007 від Партії регіонів, № 58 в списку. На час виборів: нар. деп. України, член ПР.
10 серпня 2012 року у другому читанні проголосував за Закон України «Про засади державної мовної політики», який суперечить Конституції України, не має фінансово-економічного обґрунтування і спрямований на знищення української мови. Закон було прийнято із порушеннями регламенту.
Народний депутат України 5-го скликання 04.2006-11.07 від Партії регіонів, № 58 в списку. На час виборів: пенсіонер СБУ, член ПР. 1-й заступник гол. Комітету з питань національної безпеки і оборони (з 07.2006), член фракції Партії регіонів (з 05.2006).